# Cephidae
Los cefoideos son un pequeño taxon de himenópteros. Reunidos en Cephidae, la única familia viviente dentro de la superfamilia Cephoidea (además se conoce una familia fósil Sepulcidae). La mayoría de las especies ha sido descrita en el hemisfero norte, especialmente en Eurasia. Son perforadores de tallos en varias plantas y especialmente atacan a las gramíneas pero también otras plantas. Cephus cinctus es una especie de esta familia que ataca al trigo (Triticum aestivum). Las especies de este grupo son excepcionalmente delgados en comparación al resto de los Symphyta, pareciendo del grupo Apocrita. En parte esto se debe al hecho de que carecen del ovipositor recto que posee el resto del grupo. Algunos autores las postulan como un taxón hermano de Apocrita, aun cuando Orussidae es el taxón hermano por excelencia.

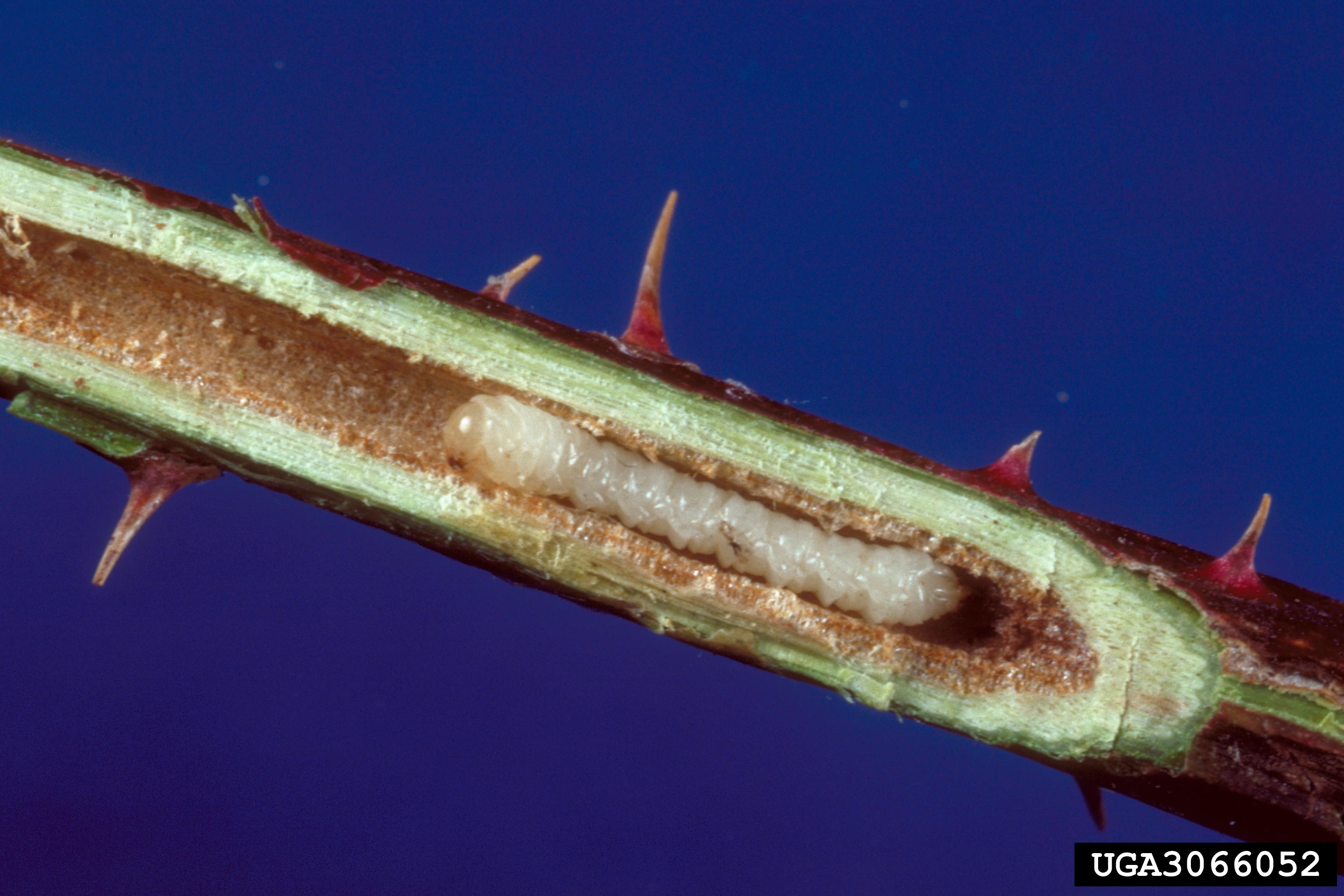
Hartigia trimaculata, larva en tallo de rosal